# Egidius Sadeler
Egidius Sadeler o Aegidius Sadeler (Anversa, 1570 – Praga, 1629) è stato un incisore fiammingo naturalizzato boemo, attivo principalmente a Praga, alla corte di Rodolfo II d'Asburgo e dei suoi successori.

## Biografia
Nacque in una famiglia di incisori e commercianti di stampe. Era figlio di Emmanuel de Sayeleer e nipote di Aegidius il Vecchio, Jan il Vecchio e Raphael Sadeler. Studiò con suo zio Jan il Vecchio e divenne membro della Corporazione di San Luca di Anversa nel 1589. Fu attivo a Monaco di Baviera  nel 1590, a Roma nel 1593, a Napoli e poi di nuovo a Monaco di Baviera nel 1594-1597. Dal 1597 si stabilì a Praga dove divenne incisore di corte per  Rodolfo II e fece ritratti incisi di personaggi notabili e incisioni da altre opere, in particolare dipinti di Bartholomäus Spranger,  Roelant Savery, Hans von Aachen, Giuseppe Arcimboldo, e sculture di Giambologna e Adriaen de Vries. 

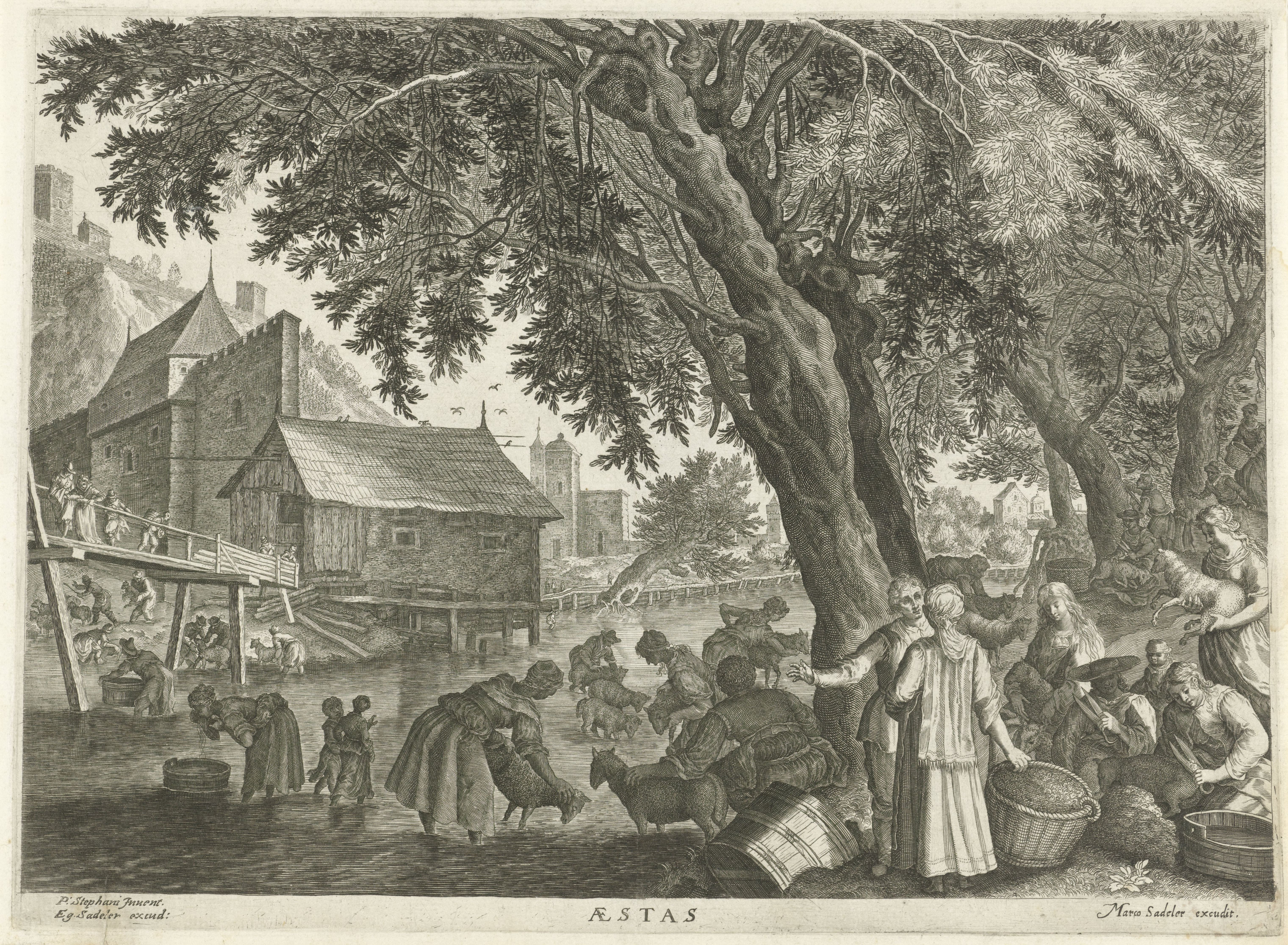
Estate, da Pieter Stevens il Giovane

Le sue prime incisioni furono diverse copie fedeli di opere di Albrecht Dürer, presenti nella collezione imperiale, e copie di dipinti di noti pittori italiani come Raffaello, Tintoretto, Parmigianino, Federico Barocci e Tiziano o di pittori nordici attivi a Praga, come Paul Bril e Denys Calvaert. A Praga realizzò anche incisioni di personaggi della corte di Rodolfo, and e collaborò con Spranger, Joseph Heintz il Vecchio e Jacobus Typotius.
Dopo la morte di Rodolfo godette del favore e della protezione di altri due imperatori, Mattia e Ferdinando II. Secondo Michael Bryan, "Usava il bulino con grande facilità, a volte finendo le sue lastre con sorprendente precisione, quando il soggetto lo richiedeva; altre volte il suo bulino era ampio e audace. Le sue incisioni sono molto numerose e rappresentano soggetti storici, ritratti, paesaggi, ed altro. Alcune realizzate con propri disegni, molte delle quali sono molto stimate, in particolare i suoi ritratti, eseguiti in uno stile ammirevole. 
Sadeler morì a Praga nel 1629. Ebbe molti allievi, compresi Wenzel Hollar e Joachim von Sandrart, che scrisse la sua biografia.

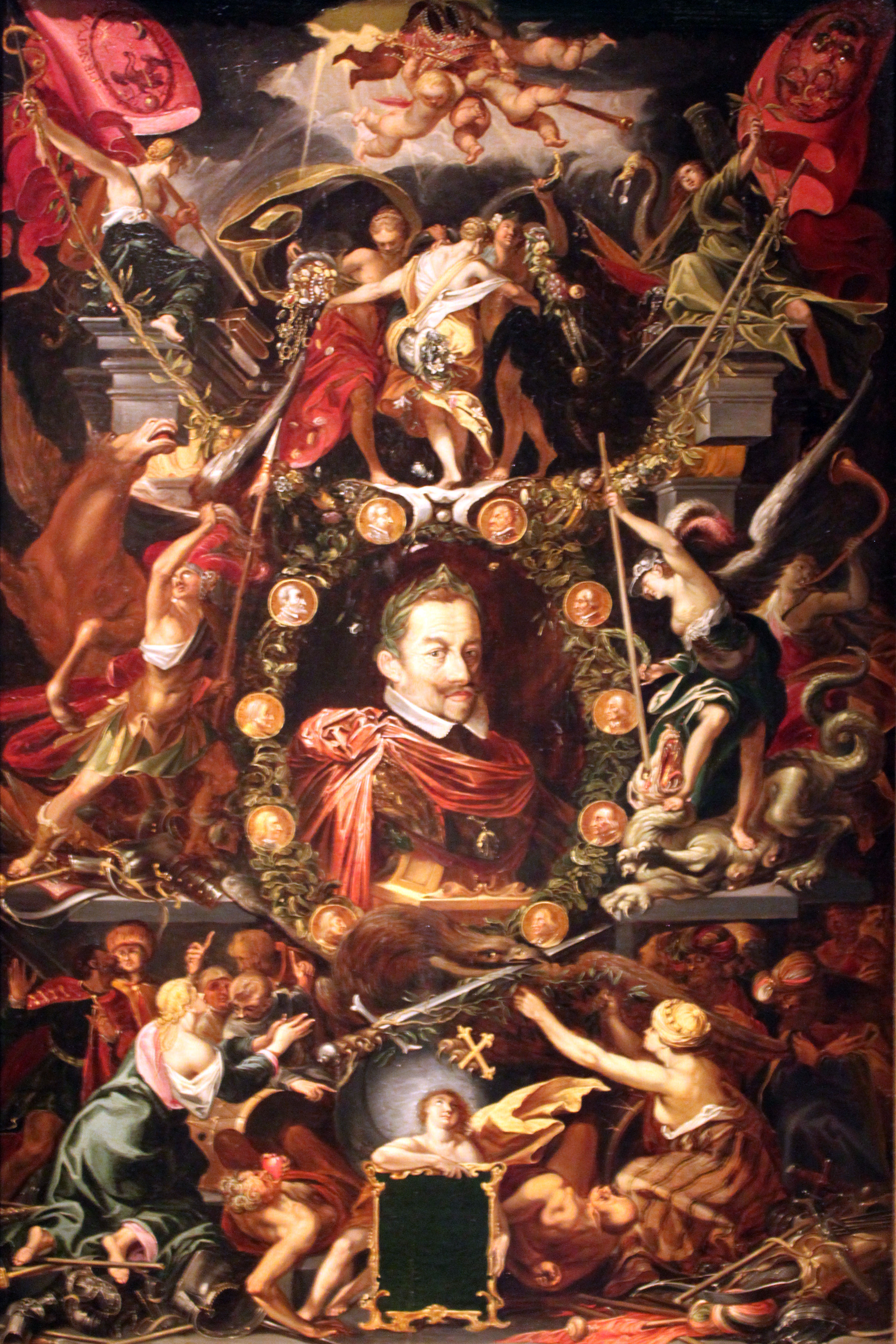
Allegoria sul regno dell'imperatore Mattia, 1614